# Héctor Cúper
Pour les articles homonymes, voir Cuper.
Héctor Raúl Cúper est un footballeur argentin qui évoluait au poste défenseur, désormais reconverti en entraîneur. Il est né le 16 novembre 1955 à Chabas, Santa Fe (province argentine). Il est surtout connu pour son passage au Valence CF qu'il a amené à deux finales de la Ligue des Champions consécutives en 2000 et 2001, mais sans remporter le trophée.
Il a été le sélectionneur de l'Égypte, avec qui il est finaliste de la Coupe d'Afrique des nations 2017.

## Biographie
Hector Cuper a commencé sa carrière de joueur à la fin des années 1970. Ce dernier a effectué toute sa carrière en Argentine au Ferro, à l'Independiente Rivadavia et Huracán. L'une de ses meilleures années en tant que joueurs fut au milieu des années 1980 puisqu'il a reçu trois sélections en équipe d'Argentine lors de l'année 1984. En 1992, il décide de mettre un terme à sa carrière.
Avec le club du Club Ferro Carril Oeste, il joue 12 matchs en Copa Libertadores.
En 1993, il décide de se reconvertir et d'entamer une carrière d'entraineur. Hector Cuper débute donc à Huracán. En 1997, il fait le grand saut et part pour l'Europe et rejoint le RCD Majorque, club dans lequel il restera 2 ans. Par la suite, Valence le fait venir. Malgré un passage très convaincant avec deux finales de Ligue des Champions, il ne gagne aucun titre avec le club du Che.
En 2001, il rejoint l'Inter Milan, club dans lequel il restera un peu plus de 2 ans pour 109 matchs sur le banc. Les entraînements de Cuper étaient très intense. Il apportera beaucoup de changement au club avec des objectifs plus ambitieux et posera les bases d'une Inter qui gagnera souvent.  À l'issue de son passage en Italie, il retourne en Espagne dans plusieurs clubs dont le RCD Majorque et le Betis Séville avant de revenir en Italie, à Parme.
En 2008, Hector Cuper change de dimension et devient le sélectionneur de la Géorgie pour un peu plus d'un an. À la suite de cette expérience, il retourne sur le banc de certains clubs avec des passages en Grèce, en Espagne, en Turquie et aux Émirats Arabes Unis.
En 2015, il devient le sélectionneur de l'Égypte. Il y a fera un passage très remarqué avec une finale de Coupe d'Afrique des Nations en 2017. L'année suivante, il change de continent pour prendre la tête de l'équipe d'Ouzbékistan avant de retourner en Afrique et d'entrainer l'équipe de la RD Congo de 2021 à 2022.
Début février 2023, il prend la tête de la sélection syrienne.

## Palmarès

### Joueur
- 5 sélections en équipe d'Argentine entre 1984 et 1986
- Champion d'Argentine en 1982 et 1984 avec le Club Ferro Carril Oeste

### Entraîneur
- Vainqueur de la Copa Conmebol en 1996 avec le Club Atlético Lanús
- Vainqueur de la Supercoupe d'Espagne en 1998 avec le RCD Majorque et en 1999 avec le Valence CF
- Finaliste de la Coupe d'Europe des Vainqueurs de Coupe en 1999 avec le RCD Majorque
- Finaliste de la Ligue des champions en 2000 et 2001 avec le Valence CF
- Finaliste de la Coupe d'Afrique des nations en 2017 avec l'Égypte.

### Distinction personnelle
- Prix Don Balón de Meilleur entraîneur de la Liga : 2000